# Dębicze (Przybranówek)
Dębicze – kolonia wsi Przybranówek, położonej w Polsce, w województwie kujawsko-pomorskim, w powiecie aleksandrowskim, w gminie wiejskiej Aleksandrów Kujawski.
W latach 1975–1998 miejscowość administracyjnie należała do województwa włocławskiego.